# Cerro Huachamacare
Pour les articles homonymes, voir Huachamacare.
Le cerro Huachamacare, parfois tepuy Huachamakari est un sommet qui culmine à environ 1 770 mètres d'altitude. Il est situé dans l'État d'Amazonas au Venezuela. Il est inclus dans le parc national Cerro Duida-Marahuaca.

## Faune et flore
Les pentes du cerro Huachamacare abritent une flore diversifiée dont des espèces endémiques, parmi lesquelles l'espèce de Bromeliaceae Navia octopoides. Tout comme la flore, la faune se caractérise par un certain nombre d'espèces endémiques ou rares, parmi lesquelles l'amphibien Myersiohyla aromatica et le passereau Tétéma flambé (Chamaeza campanisona).

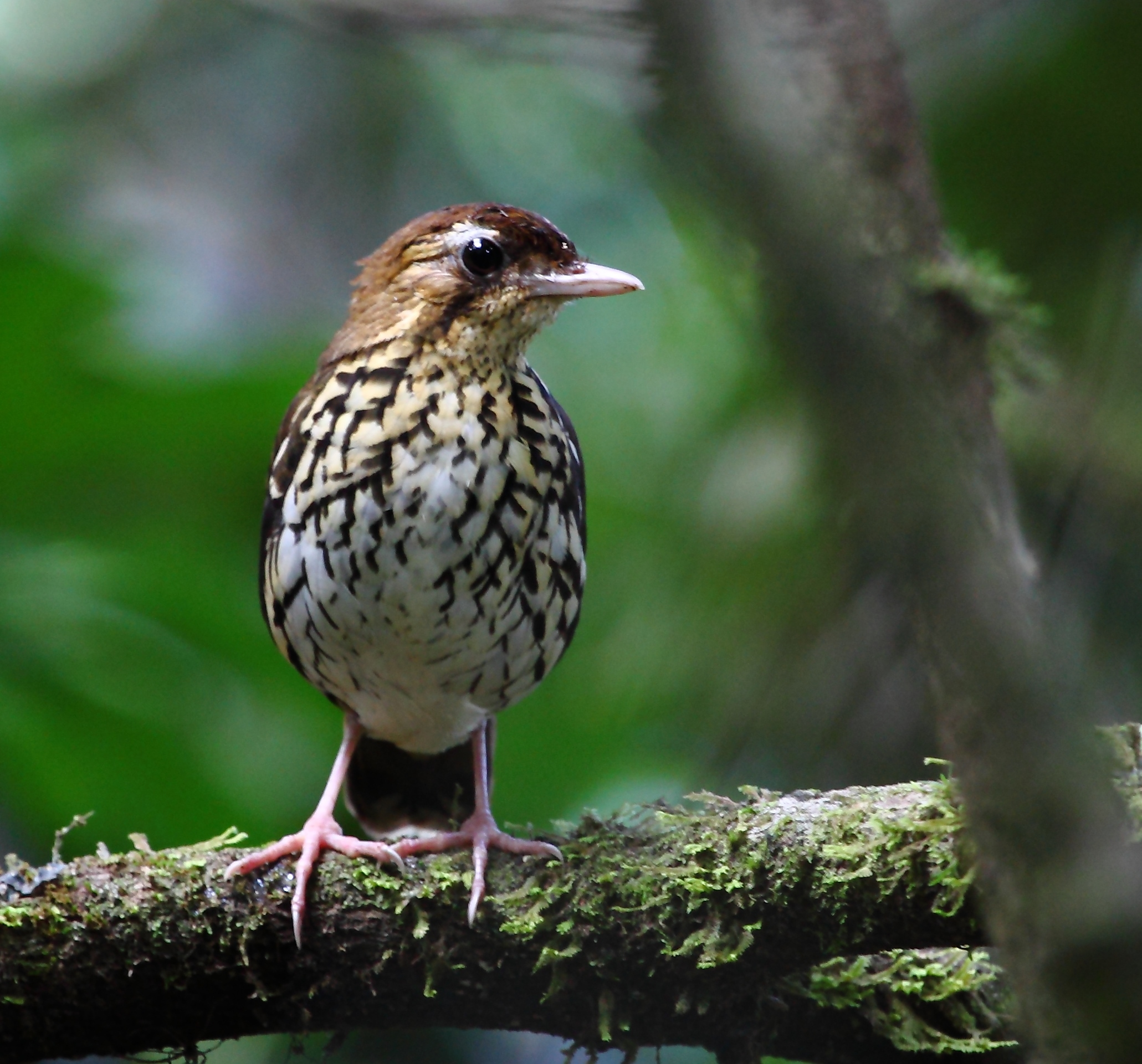
Tétéma flambé.